# Robert McNamara
Robert Strange McNamara (San Francisco, 9 de juny de 1916 - Washington DC, 6 de juliol de 2009) fou un executiu i polític estatunidenc, que exercí de Secretari de Defensa dels Estats Units entre 1961 i 1968, durant el període de la guerra del Vietnam, i va abandonar el càrrec per esdevenir President del Banc Mundial entre 1968 i 1981.

## Infància i joventut. Inicis de la seva carrera
Robert McNamara va néixer el 9 de juny de 1916 a la ciutat californiana de San Francisco, on el seu pare era cap de vendes d'una empresa sabatera. Va ser escolta, es va llicenciar l'any 1937 per la Universitat de Berkeley (Califòrnia), en lletres (economia, amb estudis menors en matemàtiques i filosofia), va ser triat per al Phi Beta Kappa (una elitista associació universitària). Posteriorment, l'any 1939, va fer un màster a la Harvard "Graduate School of Business Administration".
Després d'aconseguir el seu Master of Business Administration, McNamara va treballar durant un any per a la secció de comptabilitat de Price Waterhouse a San Francisco. L'agost de 1940 va tornar a Harvard per a ensenyar en la seva Business School i es va convertir en el professor ajudant més jove i millor pagat de la seva època. Com a conseqüència de la seva implicació en un programa per a ensenyar els fonaments analítics aplicats als negocis als oficials de la Força Aèria dels EUA, va entrar a l'exèrcit com a capità a principis de 1943, servint la major part de la guerra en el AAF's Office of Statistical Control. Una de les seves majors responsabilitats va ser l'anàlisi de l'eficiència i eficàcia dels bombarders nord-americans, especialment les del B-29 comandats pel general Curtis LeMay a la Xina i a les Illes Mariannes.(Rich Frank: Downfall, Random House, 1999.) Va abandonar el servei actiu en 1946 amb el rang de tinent coronel i amb la condecoració de la Legió del Mèrit.

## President de la Ford Motor Company (1960)
Conclosa la Segona Guerra Mundial, va començar a treballar per a la Ford Motor Company a partir de 1946 en diferents llocs executius. És considerat un dels màxims responsables de l'expansió i èxit de la companyia en el període de postguerra. En 1960 es va convertir en el primer president de la Ford Motor Company que no pertanyia a la família del fundador de la companyia, Henry Ford.

## Secretari de Defensa dels EUA (1961-1968)
L'any 1961, el president electe John F. Kennedy va oferir el lloc de Secretari de Defensa a Robert Lovett, qui ja havia ocupat el càrrec durant l'Administració Truman. Però Lovett va rebutjar tornar a dirigir el Pentàgon i va recomanar Robert McNamara. McNamara, afiliat al Partit Republicà, havia estat a la llista de Kennedy per a convertir-se en Secretari del Tresor però ho havia rebutjat. Va acceptar en canvi convertir-se en cap del Pentàgon.

## Resolució del Golf de Tonquín (1964)
L'incident del Golf de Tonquín es va produir l'any 1964 quan els destructors USS Turner Joy (DD-951) i USS Maddox (DD-731) van participar en una operació de control de l'àrea del golf de Tonquín, en la qual van ser atacades quatre llanxes torpedineres del Vietnam del Nord com a represàlia per un atac previ d'aquestes.
McNamara va presentar al Congrés les proves de l'atac, propiciant la denominada resolució del golf de Tonquín per la qual el Congrés va acceptar concedir al president plens poders per a prescindir de limitacions legals a l'hora d'augmentar la implicació en la guerra dels EUA.

## Activista antinuclear
En els darrers temps, Robert McNamara esdevingué un crític molt actiu contra l'armament nuclear, invocant la seva experiència personal, i la convicció personal del risc real d'una crisi nuclear.

## Mort
Segons fonts familiars, morí plàcidament al llit de casa seva, a Washington DC (Estats Units), el 6 de juliol de 2009 quan tenia 93 anys.